# Elisabethinia
Elisabethinia é um gênero de mariposa pertencente à família Crambidae.